# 아울네스트
주식회사 아울네스트(OWLNEST)는 2012년 9월 14일 설립된 인공지능 및 빅데이터 연구개발 기업이다. 인공지능 기술을 기반으로 기업용 오피니언 마이닝을 위한 문서 자동 분류기 및 자율주행을 위한 시뮬레이터 기술을 개발한다.
"자연어 검색과 컨텐츠 분석을 위한 더 나은 기술을 생각하고 구축하는 것"이 아울네스트 기술팀의 목표이다. 자연어처리, 컨텐츠분석, 인공지능 등 기술을 융합하여 기존 검색 개념을 재정립하고자 한다. 기존 정형 데이터와 자연어처리를 통한 비정형 데이터의 균형을 통해 가치있는 결과물을 도출한다.
대표적인 솔루션으로는 오피니언 및 지식 마이닝 솔루션인 KDP(Knowledge Discovery Platform)과 자연어처리를 위한 메인프레임(NLP-Mainframe) 솔루션, 자율주행을 위한 시뮬레이터 등이 있다. 또한 외부 정보 수집 크롤러 솔루션과 자동 분류 및 필터링 솔루션, 기계 학습 및 토픽 분석 기술 컨설팅 등을 제공한다.

## 연혁

### 2021년
- 금융감독원: AI 기반 인터넷 불법금융광고 감시시스템 등 금융감독 고도화사업

- 한국인터넷진흥원: AI 기반 스팸(빅데이터) 연관분석 프로세스 고도화 및 개발

- 국립재난안전연구원: 재난원인 정보 자동추출 및 특성분석 기술 개발

- 행정안전부: 재난안전데이터 공유플랫폼 ISP

### 2020년
- 세종테크노파크: 자율주행 데이터 수집 관련 기술 및 데이터 요구사항 분석 수립

- 한국지능정보사회진흥원(NIA): 빅데이터 플랫폼 및 센터 데이터 표준화 및 품질관리

- 한국산업안전보건공단: 빅데이터,인공지능 활용 산재예방시스템(프로토타입) 개발 용역

- 한국교통안전공단: 도심도로 자율협력주행을 위한 동적정보 빅데이터 분석 기획 및 플랫폼 기획

- 한국산업기술진흥원: 지역균현발전통계시스템 데모플랫폼 구축

### 2019년
- 한국산업인력공단: NCS 빅데이터 플랫폼 개선 사업 기획 및 운영

- 대전광역시: 복지분야 빅데이터 플랫폼 개발 컨설팅 서비스

- 한국산업안전보건공단: 산재예방사업 빅데이터 분석 및 인공지능 활용 방안 수립

- 국립재난안전연구원: 기계학습 기술활용 재난안전 문서 자동분류 기술 개발 및 학습자료 구축

- 대검찰청: 디지털증거분석용 회계데이터 분석

- 한국환경정책평가연구원: 비정형 데이터 기반 폭염 및 한파의 직/간접 영향 분석

- 아모레퍼시픽(에뛰드하우스): Voice Mining Program 구축 기획 및 시행

- 데이터바우처 사업(수요/공급기업) 참여

### 2011년 ~ 2018년
- 삼성전자 DS부문 정보보호 관리업무 자동화 구축
- 텍스트 데이터 대상 재난안전 정보탐색 알고리즘 개선 및 탐색영역 확대 기술 개발(국립재난안전연구원)
- 삼성전자 DS 물질환경안전 MP 구축(1) _ MSDS DB화

- 삼성SDS 파트너스 등록
- 삼성SDS Solution Provider 등록
- 삼성전자 반도체 생산공정 실시간 분석
- 행정안전부 재난상황실 실시간 분석 대시보드 서비스 시작

- 삼성전자 모바일사업부 삼성페이 고도화를 위한 분석
- 삼성전자 1차 협력사 등록
- IBM Cognitive Computing 3rd party 파트너쉽
- 매일경제신문 빅데이터 분석 일면 보도 (1/31) "빅데이터로 본 낯 부끄러운 국회"

- 삼성생명 FC 컨설팅 영업지원 시스템 구축
- 삼성생명 고객 VoC 분석을 위한 Big Data Analytics(BDA) 시스템 구축
- 전국 TV 시청률 조사 알고리즘 검증 프로그램 제작

- 삼성전자 모바일사업부 VoC 분석 기반 Risk 대응 시스템 구축
- IBM Global Software Supplier 등록
- 지식경제부 소프트웨어 마에스트로 인증 (이용희, NewsIt)
- 뉴스잇 서비스 프로토타입 개발
- (주)아울네스트 설립 (9월 14일)
- 마이크로소프트웨어 기고 (7,8,9월호)
- GS Shop KDP(Knowledge Discovery Platform) 사업 수행
- 시맨틱 컴퓨팅 계산 알고리즘 특허 출원

- KDP(Knowledge Discovery Platform) 코어 모듈 개발 완료
- GS Shop 고객요구가치 정의 프로젝트 수행
- 제 1회 한국인지과학회 우수논문상 수상

## 조직체계
아울네스트는 이사회를 중심으로 기술개발과 운영을 담당하는 기술사업팀과 기술사업팀의 결과물을 분석하고 사업화하는 분석사업팀, 그리고 실제 사업영역으로 구현하는 영업네트워크, 마지막으로 다양한 지원 활동을 담당하는 경영지원팀 4개 사업조직으로 구성된다.

## 보유기술

### 데이터 관리/처리
- 사용자 친화적 인터페이스를 통해 웹스케일 데이터를 검색하고 처리하며 분석할 수 있는 솔루션.

### 자연어처리
- 자연어처리 솔루션 NLP-Mainframe은 텍스트 처리 효율성 증대와 처리된 정보의 접근성 향상을 위한 알고리즘 포함.

### 기계학습
- 기계학습 솔루션은 크고 복잡한 데이터셋에 적용 가능한 다양한 시스템과 알고리즘을 포함.

### 검색엔진
- 키워드 검색에 더하여 문서 사이 유사(패러프레이즈) 표현을 찾거나 문서로부터 특정 개념을 추론하는 기능 제공.

### 자연어처리
- 자연어처리 솔루션 NLP-Mainframe은 텍스트 처리 효율성 증대와 처리된 정보의 접근성 향상을 위한 알고리즘을 포함.

### 감성분석
- 페이스북, 트위터, 이메일 등에서 고객들의 의견과 피드백을 분석할 수 있는 솔루션.

### 웹크롤러
- 웹 상에 존재하는 정보들을 체계적이고 지능적으로 자동수집하는 솔루션.

## 참고 문헌
- 매일경제] 빅데이터로 본 '낯 부끄러운 國會', 2016-1-31
- [매일경제] 빅데이터로 본 정치 현주소... 이렇게 조사했습니다, 2016-1-31
- [매일경제] 툭하면 말 뒤집는 그들... 빅데이터가 잡아낸 '카멜레온 정치인', 2016-1-31
- [http://www.ajou.ac.kr/servlets/ajouweb.board.servlet.BoardViewServlet?BoardId=21&Seq=49530&UserId=hongbo&cpage=5&selCate=&selSearch=srcAll&txtSearch=&frameHeight=1137%5B깨진+링크(과거+내용+찾기)%5D [아주대학교] 이용희 학생, SW 마에스트로 최종 인증자로 뽑혀, 2012-12-11][깨진 링크(과거 내용 찾기)]
- [주간동아 IT] 한국판 스티브 잡스 키우기, 2012-11-19
- 세상을 놀라게 할 소프트웨어 계의 싸이, 2012-11-06[깨진 링크(과거 내용 찾기)]